# Claude de Grieck
Claudius ou Claude de Grieck, né à Bruxelles en 1625 et mort dans sa ville natale vers 1670, est un dramaturge, rhétoricien, imprimeur et libraire des Pays-Bas espagnols. 

## Biographie
Il fut élève du collège local des Jésuites.  
Ce frère du rhétoricien bruxellois Joan de Grieck se plie volontiers au modèle du théâtre espagnol, bien qu'à ses débuts, il n'ait connu la littérature ibérique que par des adaptations françaises.  Ainsi, il crée Heraclius (1650), Don Japhet van Armeniën (1657) et Den Grooten Belisarius (1658).  Cenobia (1667) et Ulysses (1668) sont adaptées directement de l'espagnol.
Ses pièces de théâtre sont pour la plus grande partie des adaptations et des traductions d'œuvres de François Le Métel de Boisrobert, de Pierre Corneille, de Jean de Rotrou, de Paul Scarron, de Lope de Vega et surtout de Pedro Calderón de la Barca.  Les pièces des dramaturges bruxellois sont d'ailleurs représentées et publiées à Amsterdam, parfois dans des versions adaptées à un idiome plus hollandais, remplissant dès lors un rôle intermédiaire.  Il y a même des pièces de De Grieck qui n'ont jamais été publiées en dehors de la république des Provinces-Unies, ce qui n'est pas un phénomène surprenant à l'époque, car même le Sigismundus de Schouwenbergh — traduction de La Vida es Sueño de Calderón, représentée pour la première fois à Bruxelles en 1645 — connaît sa première amstellodamoise neuf ans plus tard, pour ensuite être réimprimée à maintes reprises jusqu'au XVIIIe siècle, entretemps se transformant en livret d'opéra à Hambourg, en 1693.  Cela n'empêche pas que de nombreux auteurs républicains figurent au répertoire des compagnies bruxelloises, même si — ou précisément parce que — ces œuvres, de la main d'auteurs tels que Thomas Asselijn, Isaac Vos, Catharina Questiers ou Joannes Serwouters, sont parfois des adaptations de pièces espagnoles.
Dans la dédicace de son Samson, adaptation d'une pièce espagnole de Juan Pérez de Montalván, De Grieck, tout en reconnaissant que Bruxelles n'est pas la ville la plus à la mode, réclame tout de même que ce n'est pas moins là que le théâtre s'est réveillé, dans la mesure où, déjà dans le passé, des pièces étaient empruntées à l'étranger pour « atténuer la banalité du théâtre local, ».

## Ressources

### Œuvres
- Herders-list ontdeckt ende gestraft in Hylas, 1644.
- Heraclius, tragédie dédiée à l'archiduc Léopold-Guillaume de Habsbourg, gouverneur des Pays-Bas espagnols, 1650.
- Palene, tragi-comédie[5], 1650.
- Liefde zonder zien verwekt, comédie, 1653.
- Don Japhet van Armeniën, comédie d'après Scarron, 1657.
- Den Grooten Belizarius, tragédie d'après Jean de Rotrou, 1657.
- Cenobia met de Doodt van kaizer Aureliaen, tragédie, 1667, représentée à Amsterdam.
- Ulysses in 't eylandt van Circe, pièce courtoise[6], 1668.
- Den Boom des Levens, 1670.
- Den betooverden Mensch, 1670.
- Samson, oft den Edel-moedighen Nazareen, tragédie adaptée d'une pièce de Juan Pérez de Montalván, 1670.